# Bristol Beaufighter
Bristol Type 156 Beaufighter, ali samo Beau, je bil britanski dvomotorni težki lovec/bombnik iz 2. svetovne vojne. Razvit je bil na podlagi torpednega bombnika Beaufort. "Beaufighter" je okrajšava za "Beaufort" in "fighter" (lovec). Beaufighter se je uporabljal na skoraj vseh frontah 2. svetovne vojne. Skupaj so zgradili skoraj 6000 letal. V Avstraliji so zgradili verzijo znano kot DAP Beaufighter.
S hitrostjo 540 km/h na višini 5000 metrov je bil sorazmerno počasen za lovca. Leta 1942 se je pojavil hitrejši de Havilland Mosquito, ki je prevzel vlogo nočnega lovca. Beaufighter je bil kljub temu uspešen pri napadih na kopenske cilje in ladje.

## Specifikacije (Beaufighter TF X)
Podatki iz Jane's Fighting Aircraft of World War II
Splošne karakteristike
- Posadka: 2: pilot in opazovalec
- Dolžina: 41 ft 4 in (12,6 m)
- Razpon kril: 57 ft 10 in (17,65 m)
- Višina: 15 ft 10 in (4,84 m)
- Površina kril: 503 ft² (46,73 m²)
- Teža praznega letala: 15592 lb (7072 kg)
- Maks. vzletna teža: 25400 lb (11521 kg)
- Pogon letala: 2 ×  14-valjni radialni motor Bristol Hercules, 1600 KM (1200 kW)  vsak

 Zmogljivost 
- Maks. hitrost: 320 mph (280 vozlov, 515 km/h) na 10000 ft (3050 m)
- Doseg: 1750 mi (1520 nmi, 2816 km)
- Višina leta: 19000 ft (5795 m)
- Hitrost vzpenjanja: 1600 ft/min (8,2 m/s) brez torpeda

Oborožitev

- 4 × 20 mm Hispano Mk III top v nosu vsak s 60 naboji;

Lovska različica
- 4 × .303 in (7.7 mm) M1919 Browning strojnica (desno krilo)
- 2 × .303 in (7.7 mm) strojnica (levo krilo)
- 8 × RP-3 "60 lb" (27 kg) rakete ali 2× 1000 lb (450 kg) bomb

Torpedna različica
- 1 ×  Vickers GO strojnica ali .303 in (7.7 mm) Browning strojnica
- 1 × 18 in (450 mm) torpedo